# Mai 1766
Cette page présente les faits marquants du mois de mai 1766.

## Événements
- En France :
  - 3 mai et 10 août : création du concours d’agrégation, pour suppléer à la fermeture des collèges jésuites[1].
  - 9 mai : décapitation de Lally-Tollendal[2].
  - 23 mai : un arrêt du conseil d’état annonce la création d’une commission pour la réforme des ordres religieux[3].
  - 24 mai : Lancement du navire la Bretagne.